# Club Deportivo Diocesano
El Club Deportivo Diocesano es un equipo de fútbol español de la ciudad de Cáceres, en la comunidad autónoma de Extremadura. Fundado en 1965 y que actualmente juega en el Grupo XIV la Tercera Federación, disputa sus partidos como local en los Campos de la Federación, con un aforo de 4.000 espectadores.

## Historia
Fundado en 1965 por el obispo D. Manuel Llopis, como sección deportiva del Colegio Diocesano de Cáceres, el club empezó a fichar jugadores que no estaban inscritos en el colegio. Enfocado inicialmente al fútbol juvenil, el club jugó cuatro temporadas como sénior entre 1992 y 1996 antes de regresar al fútbol juvenil.
En 2011, el Diocesano se fusionó con la ACD Ciudad de Cáceres, ocupando su lugar en la Regional Preferente. En 2017, el club logró el ascenso a la Tercera División por primera vez, y en 2022 a la Segunda Federación.
En 2022, eliminó al histórico Real Zaragoza de la Copa del Rey, mediante un gol de pena máxima, suponiendo el mayor hito de la historia del club.

## Trayectoria
| Temporada | División      | Puesto    | Copa del Rey |
| --------- | ------------- | --------- | ------------ |
| 1992–93   | 1.ª Regional  | 4º        |              |
| 1993–94   | 1.ª Regional  | 1º        |              |
| 1994–95   | Regional      | 6º        |              |
| 1995–96   | Regional      | 5º        |              |
| 1996–2011 | DESCONOCIDO   | SIN Datos |              |
| 2011–12   | Regional      | 7º        |              |
| 2012–13   | Regional      | 2º        |              |
| 2013–14   | Regional      | 8º        |              |
| 2014–15   | Regional      | 4º        |              |
| 2015–16   | Regional      | 3º        |              |
| 2016–17   | 1.ª Extremeña | 3º        |              |
| 2017–18   | 3.ª División  | 7º        |              |
| 2018–19   | 3.ª División  | 9º        |              |
| 2019–20   | 3.ª División  | 10º       |              |
| 2020–21   | 3.ª División  | 2º / 5º   |              |
| 2021–22   | 3ª RFEF       | 1º        |              |
| 2022-23   | 2ª Fed        | 16º       | 2.ª Ronda    |
| 2023-24   | 3ª Fed        | 7º        |              |
| 2024-25   | 3ª Fed        | 6º        |              |

- 1 Temporada en Segunda Federación
- 3 Temporada en Tercera RFEF
- 4 Temporadas en Tercera División

## Jugadores destacados
- Manolo
- Jesús Iñiguez
- Sergio Rivera
- Jorge Franco "Burgui"

## Uniforme
- Uniforme titular: Camiseta Roja, Pantalón Rojo y Medias Rojas
- Uniforme alternativo: Camiseta Amarilla, Pantalón Amarillo y Medias Amarillas.
- Marca Deportiva: Macron